# Mirecourt (tổng)
Tổng Mirecourt là một tổng của Pháp, tọa lạc tại tỉnh Vosges trong vùng Lorraine của Pháp.

## Phân chia hành chính
Tổng Mirecourt được chia thành 32 xã:
- Mirecourt
- Mattaincourt
- Poussay
- Hymont
- Rouvres-en-Xaintois
- Baudricourt
- Oëlleville
- Ambacourt
- Valleroy-aux-Saules
- Mazirot
- Villers
- Ramecourt
- Juvaincourt
- Domvallier
- Puzieux
- Vroville
- Ménil-en-Xaintois
- Frenelle-la-Grande
- Dombasle-en-Xaintois
- Saint-Menge
- Biécourt
- Totainville
- Thiraucourt
- Saint-Prancher
- Madecourt
- Repel
- Remicourt
- Chef-Haut
- Frenelle-la-Petite
- Boulaincourt
- Chauffecourt
- Blémerey

## Hành chính
| Ngày bầu                                  | Tên           | Đảngi | Chức vụ               | Tư cách |
| ----------------------------------------- | ------------- | ----- | --------------------- | ------- |
|                                           | Patrice Jamis | PS    | Tổng ủy viên hội đồng |         |
| Dữ liệu trước đây không còn được biết rõ. |               |       |                       |         |

## Biến động dân số
| 1968                                         | 1975   | 1982   | 1990   | 1999   |
| -------------------------------------------- | ------ | ------ | ------ | ------ |
| 14 274                                       | 14 317 | 14 249 | 13 342 | 12 401 |
| Số liệu từ năm 1968: Dân số không tính trùng |        |        |        |        |